# مروحية عسكرية

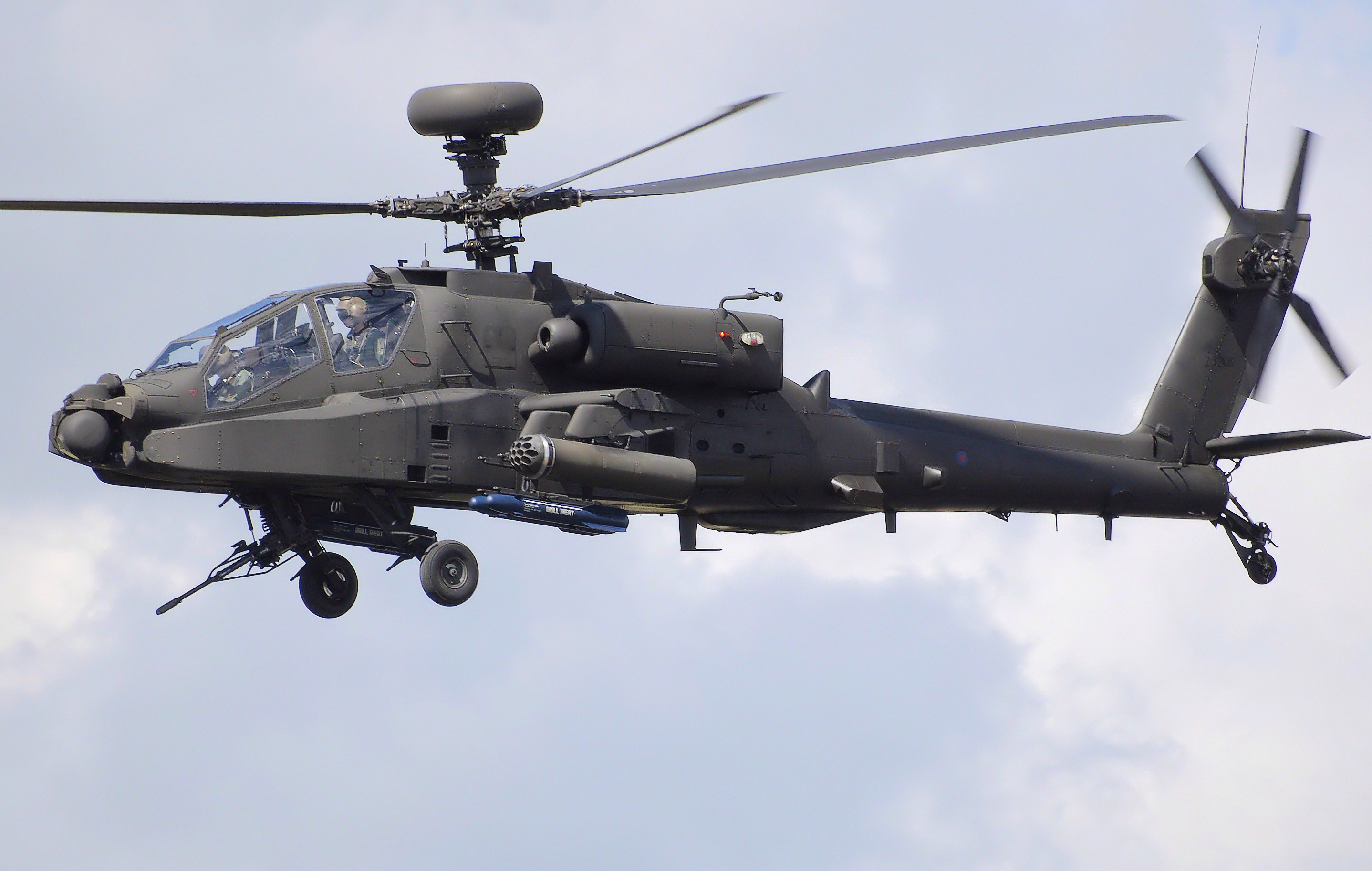
مروحية هجومية تابعة للجيش البريطاني.

المروحية العسكرية هي مروحية مستخدمة من طرف القوات العسكرية. تتعدد أدوار المروحيات العسكرية فمنها الأدوار الهجومية وأدوار النقل التكتيكي وغيرها.

## معرض صور

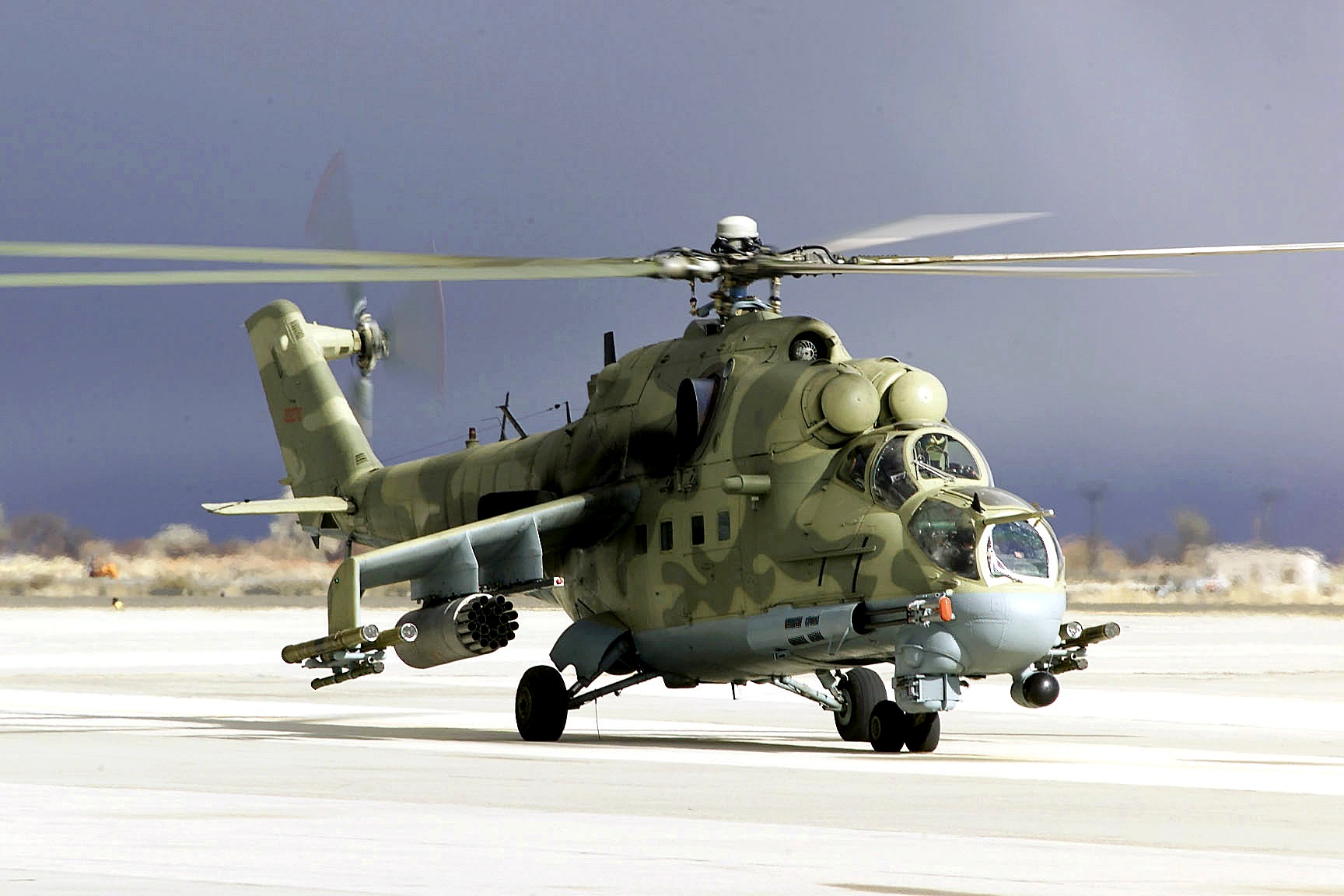
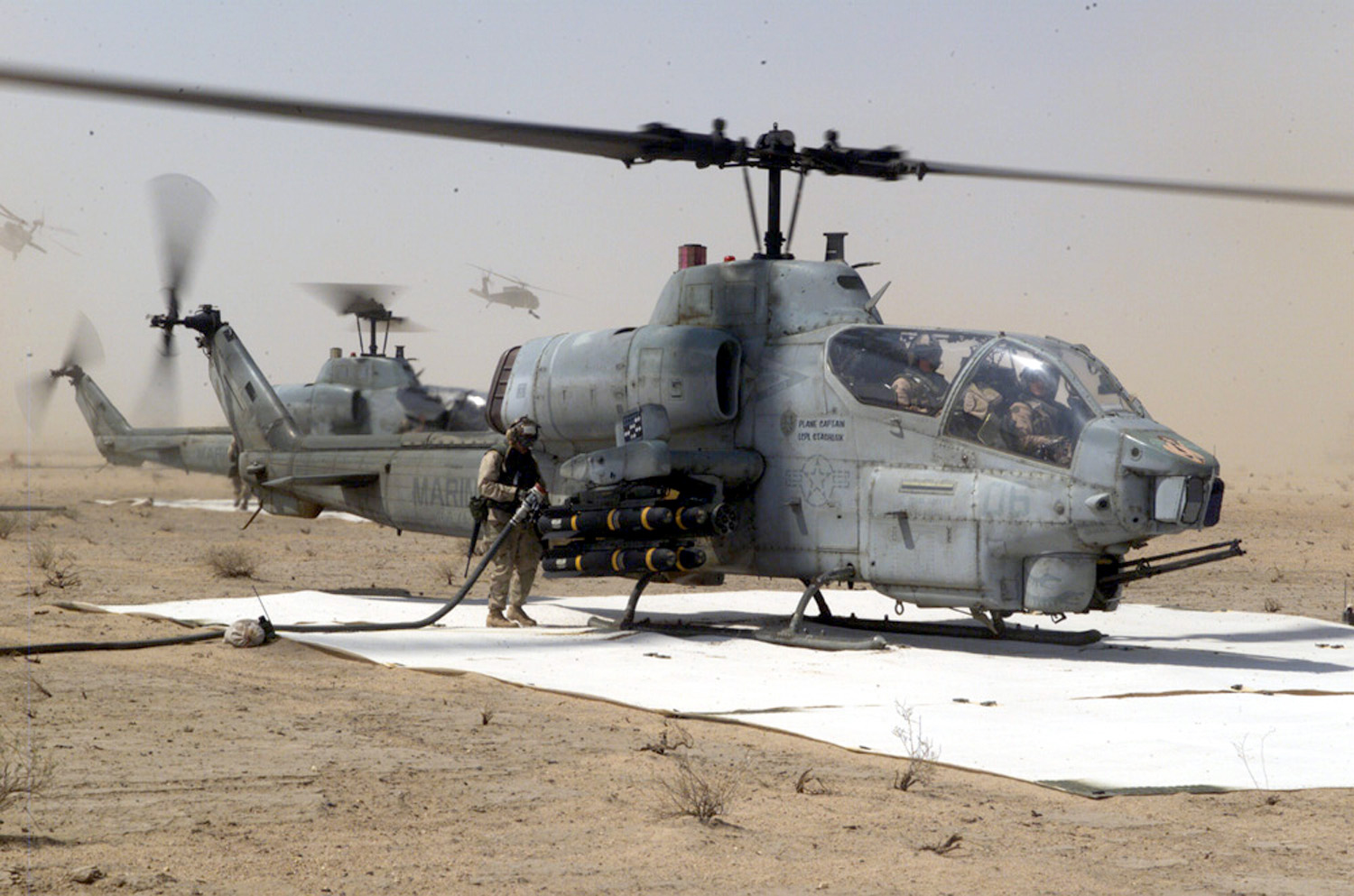
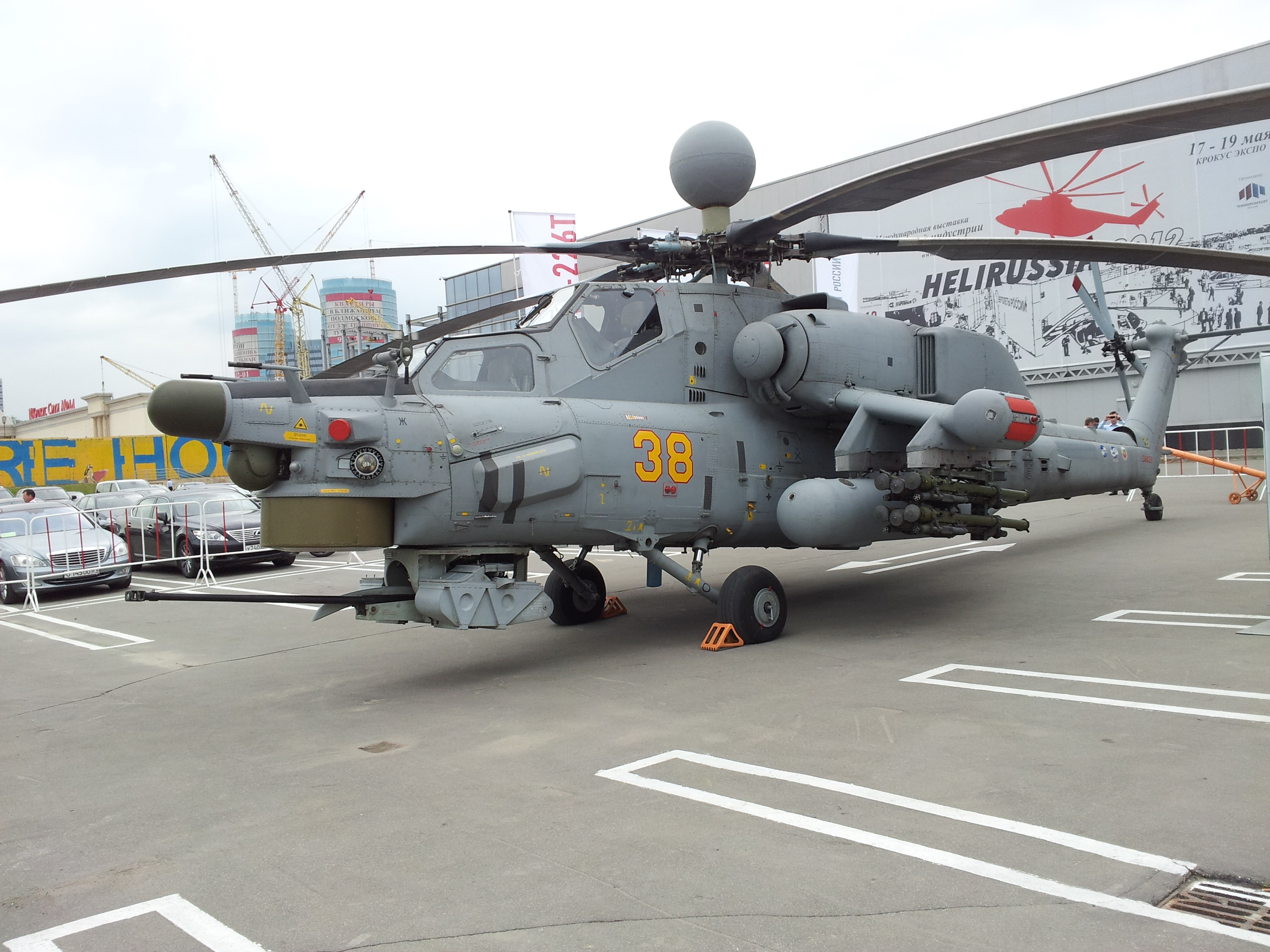
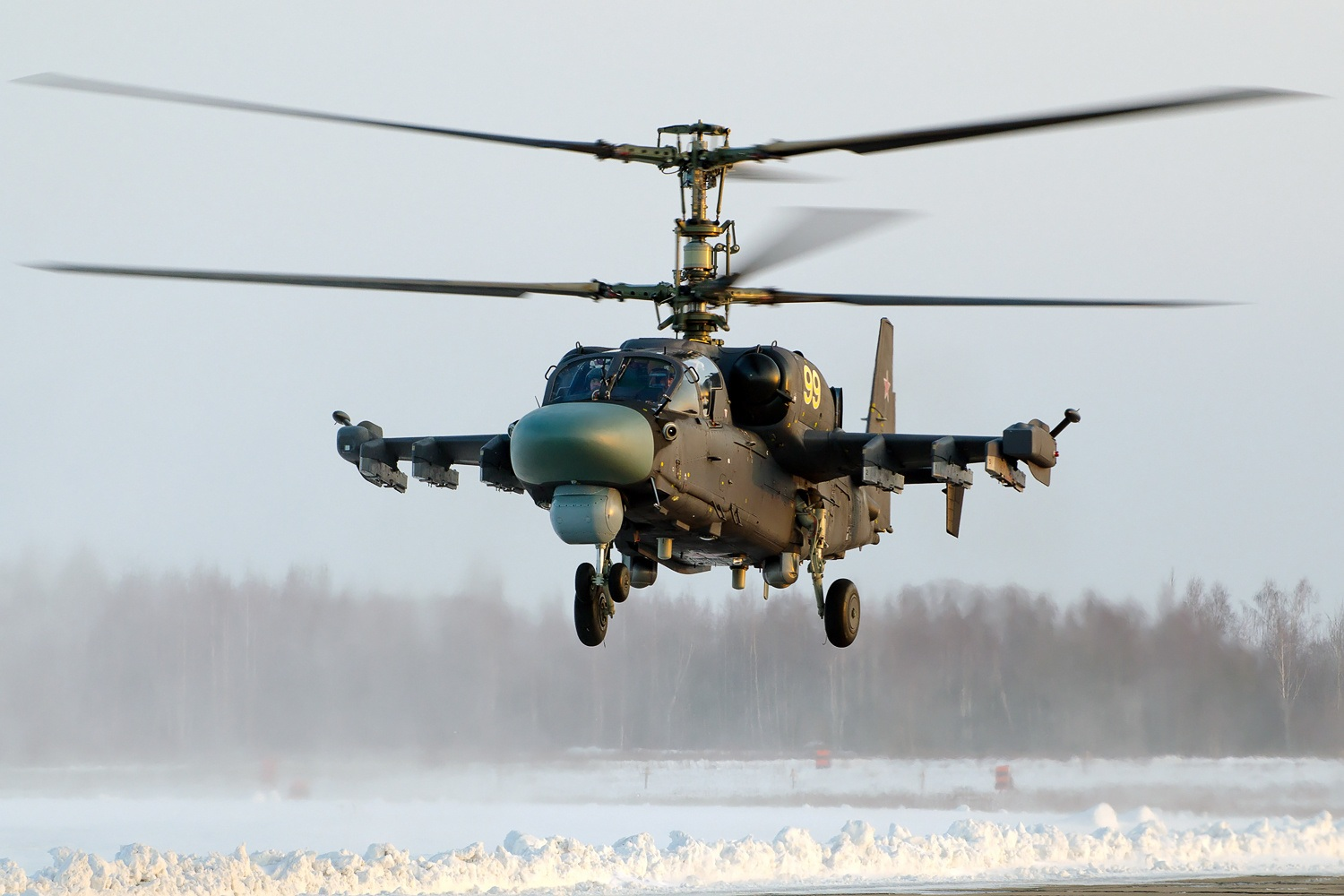